# Fläcknagelskivling
Fläcknagelskivling (Rhodocollybia maculata) är en svampart. Enligt Catalogue of Life ingår Fläcknagelskivling i släktet Rhodocollybia,  och familjen Marasmiaceae, men enligt Dyntaxa är tillhörigheten istället släktet Rhodocollybia,  och familjen Omphalotaceae. Arten är reproducerande i Sverige.

## Underarter
Arten delas in i följande underarter:
- scorzonerea
- maculata

## Källor

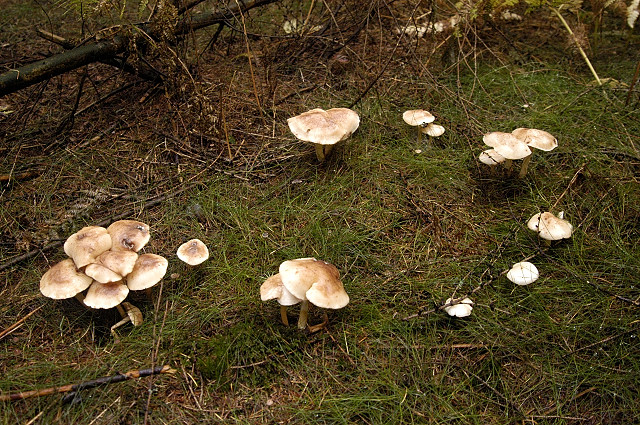
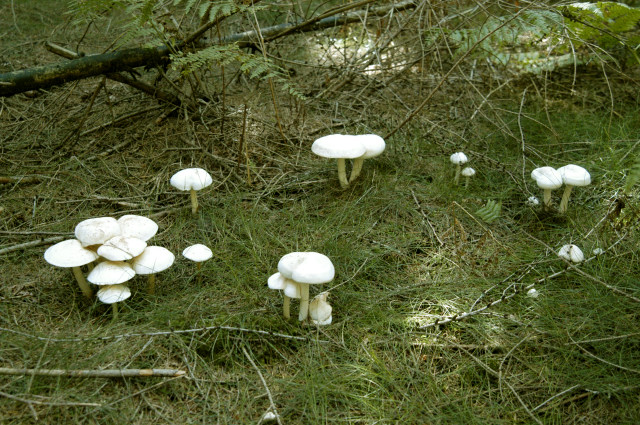
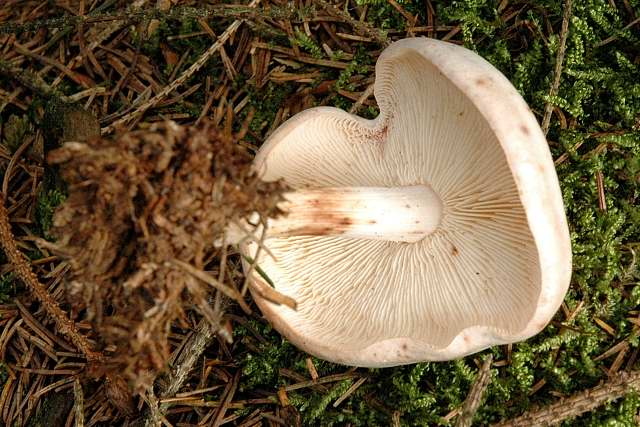
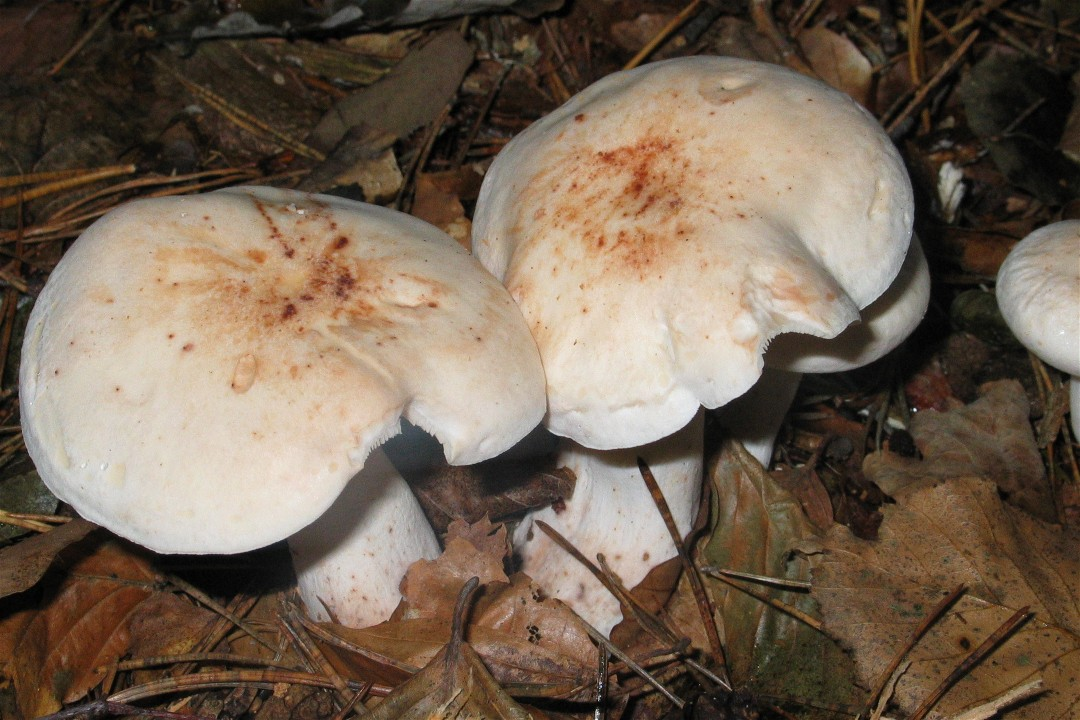